# 風凛水花
風凛 水花（ふうり みずか、10月17日 - ）は、元宝塚歌劇団・月組の娘役。
東京都大田区、品川女子学院高等部出身。身長164cm。愛称はひでこ。

## 略歴
2004年、宝塚音楽学校へ入学。
2006年、第92期生として宝塚歌劇団に入団。宝塚入団時の成績は48人中35位。宙組公演『NEVER SAY GOODBYE』で初舞台。同年5月10日、月組に配属。
同期生には蘭乃はな（元花組トップ娘役）、真風涼帆（現宙組トップスター）、天咲千華、すみれ乃麗などがいる。
2015年7月26日、『1789 -バスティーユの恋人たち-』の東京公演千秋楽をもって宝塚歌劇団を退団。
退団後、本名の「三沢秀子」名でモデルなどで活動中。

## 宝塚時代の主な舞台出演
- 2007年5月、『ハロー!ダンシング』（バウ）
- 2008年1月、『ホフマン物語』（バウ）レオノーレ
- 2009年5月、『エリザベート -愛と死の輪舞（ロンド）-』新人公演：女官
- 2010年2月、『紫子』菊／『Heat on Beat!』（中日）
- 2010年9月、『ジプシー男爵』新人公演：マルギット（本役：夏月都）／『Rhapsodic Moon』
- 2010年12月、『STUDIO 54（スタジオ フィフティーフォー）』（ドラマシティ・東京特別）アニタ・ウォーター
- 2011年7月、『アルジェの男』新人公演：ヴェール夫人（本役：羽咲まな）／『Dance Romanesque』
- 2012年2月、『エドワード8世 - 王冠を賭けた恋 -』新人公演：エドウィナ・マウントバッテン（本役：玲実くれあ）／『Misty Station -霧の終着駅-』
- 2013年1月、『ベルサイユのばら - オスカルとアンドレ編 -』スザンヌ、新人公演：バイオレット（本役：琴音和葉）
- 2013年11月、『THE MERRY WIDOW』（シアタードラマシティ・東京特別）クロクロ
- 2014年1月、『風と共に去りぬ』（梅田芸術劇場）ファニー
- 2014年7月、『THE KINGDOM』（東京特別・ドラマシティ）リンダ
- 2014年9月、『PUCK』愛人／『CRYSTAL TAKARAZUKA - イメージの結晶 -』
- 2015年2月、『風と共に去りぬ』（中日）ファニー
- 2015年4月、『1789　-バスティーユの恋人たち-』　＊退団公演